# Platzbrunnen

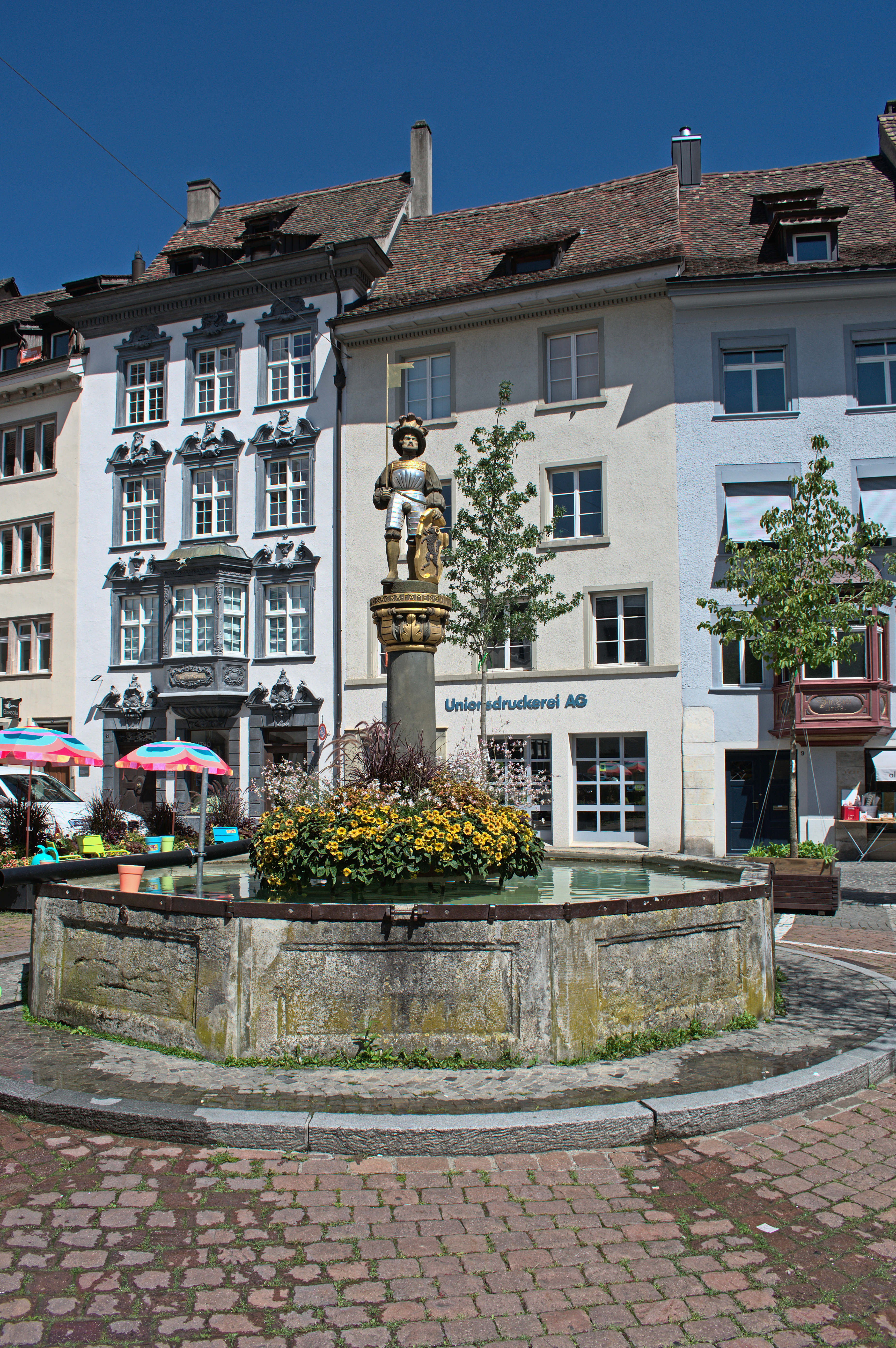
Platzbrunnen

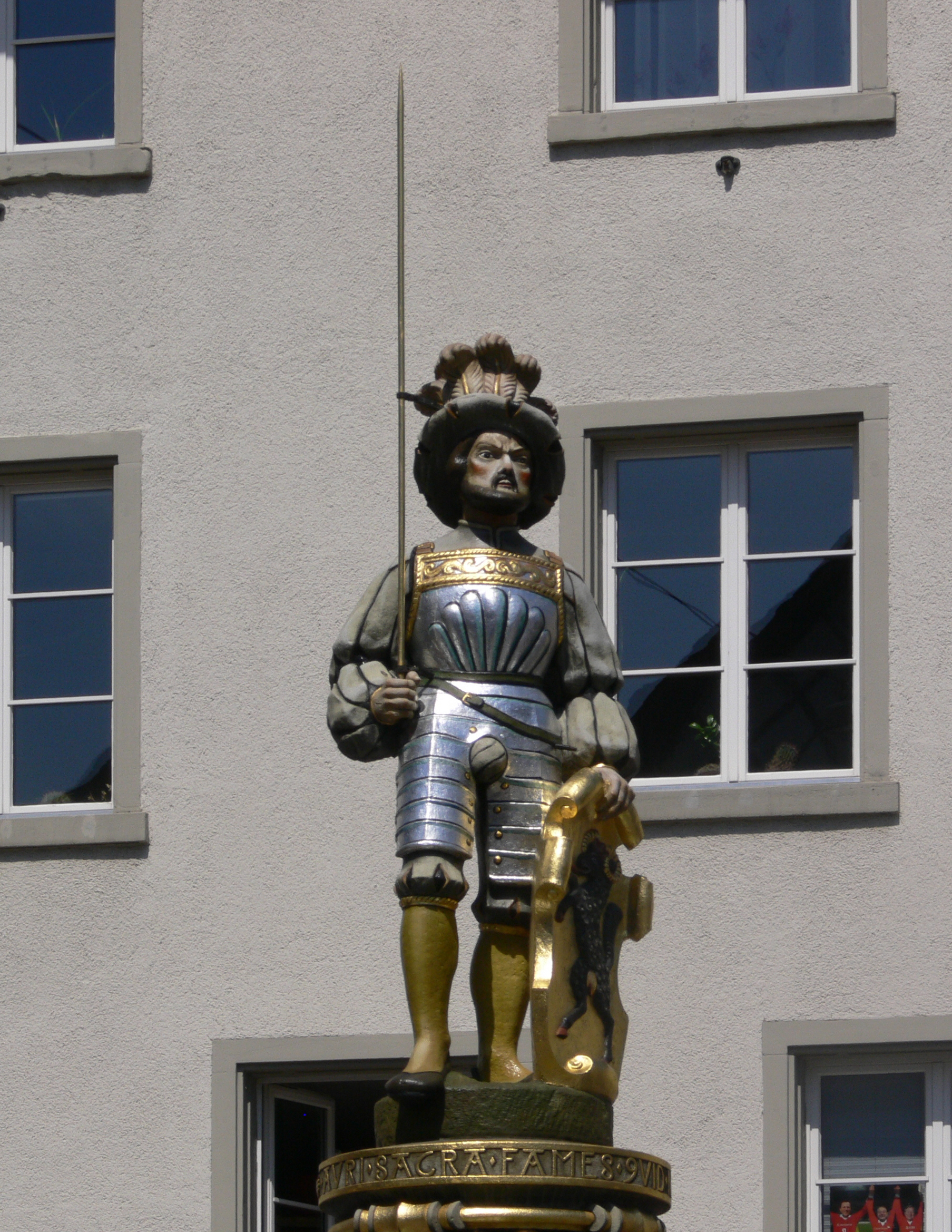
Standbild auf der Brunnensäule

Der Platzbrunnen steht auf dem Walther-Bringolf-Platz in Schaffhausen.

## Beschreibung
An der Nordseite des zehneckigen Brunnenbeckens mit einer Seitenlänge von 1,7 Metern steht eine Säule mit dem Standbild eines Landsknechts. Die Brunnensäule trägt als Inschrift einen lateinischen Hexameter-Vers aus Vergils Aeneis: QUID NON FORTUNIA PECTORA COGIS AURI SACRA FAMES, übersetzt «Wozu nicht zwingst du der Sterblichen Herzen, scheußlicher Hunger nach Gold!».

## Geschichte
Der Brunnen wurde vermutlich 1569 errichtet. Bei der Statue handelt es sich um eine Kopie der Brunnenfigur des nicht erhaltenen Fischmarktbrunnens. Sie wurde 1925 aufgestellt.